# Aurland
Aurland – norweskie miasto i gmina leżąca w regionie Sogn og Fjordane.
Aurland jest 54. norweską gminą pod względem powierzchni.

## Demografia
Według danych z roku 2005 gminę zamieszkuje 1783 osób. Gęstość zaludnienia wynosi 1,2 os./km². Pod względem zaludnienia Aurland zajmuje 348. miejsce wśród norweskich gmin.
| ludność stan na 1 stycznia 2005 |         |           |       |
|                                 | kobiety | mężczyźni | razem |
| osób                            | 903     | 880       | 1783  |
| %                               | 50,64%  | 49,36%    | 100%  |

| wykształcenie stan na 1 października 2004 |            |         |        |          |
|                                           | podstawowe | średnie | wyższe | nieznane |
| osób                                      | 311        | 842     | 237    | 36       |
| %                                         | 21,81%     | 59,05%  | 16,62% | 2,52%    |

## Edukacja
Według danych z 1 października 2004:
- liczba szkół podstawowych (norw. grunnskolar): 4
- liczba uczniów szkół podst.: 248

## Władze gminy
Według danych na rok 2011 administratorem gminy (norw. rådmann) jest Steinar Søgaard, natomiast burmistrzem (norw. ordfører, d. borgermester) jest Olav Johan Ellingsen.

## Zabytki
Najważniejszym zabytkiem gminy jest kościół słupowy Undredal stavkirke z XII wieku.